# Carles Cardó i Sanjoan
Carles Cardó i Sanjoan (Valls, 5 de maig del 1884 – Barcelona, 24 de març del 1958) fou eclesiàstic i escriptor, canonge de la seu de Barcelona i influent pensador humanista. En el camp polític fou un ideòleg del moviment catalanista i, en el camp religiós, promotor del cristianisme social. Va usar els pseudònims Levissimus, R. Vespella i J. Torelló.

## Biografia
Va estudiar al seminari de Tarragona i va ser ordenat el 1908. Es va doctorar en teologia, en dret canònic i en filosofia. Després d'exercir de professor al seminari, el 1918 era nomenat canonge de la seu de Barcelona.
Es va iniciar aviat, el 1910, en el camp periodístic col·laborant al diari La Cruz de Tarragona, i a Pàtria de Valls. Des del 1920 ho va fer a La Veu de Catalunya i, més esporàdicament, a El Matí, La Publicitat, Vida Cristiana, Quaderns d'Estudi i Claror. El 1925 va fundar La Paraula Cristiana que va dirigir i des d'on va exercir una gran influència intel·lectual, política, sociològica i religiosa. El 1927 va fundar El Bon Pastor, revista dirigida a la clerecia amb caràcter pastoral i homilètic. Els llibres Diàleg interior (1934) i La nit transparent (1935) són un recull dels seus assaigs i articles.
Com a traductor, va col·laborar amb la Fundació Bíblica Catalana, entre 1928 i 1948, traduint dotze llibres de la Bíblia dels quals destaca els Salms amb una extraordinària recreació poètica. Per a la Fundació Bernat Metge va traduir i comentar tretze volums de l'obra filosòfica de Sèneca, entre 1924 i 1959.
El 1936, ajudat per la Generalitat, s'exilia a Torí. Tres anys després, davant l'avanç feixista de Mussolini, es torna a exiliar a Friburg. A l'exili suís coincideix amb el cardenal Vidal i Barraquer, de qui defensa l'actitud de propugnar una solució negociada de la Guerra Civil, i fa amistat amb Ramon Sugranyes  i de Franch  catedràtic de llengua a la Universitat de Friburg, el filòsof Jacques Maritain i el teòleg Charles Journet. A la Universitat de Friburg coneix al filòleg Gianfranco Contini, que el posarà en contacte amb Pier Paolo Pasolini i a qui ajudarà a escriure Fiore di poeti catalani, una selecció de poesia catalana traduïda a l'italià.
Durant l'exili va col·laborar a Quaderns de Perpinyà i a Revista de Catalunya de París. L'obra que va causar més polèmica va ser l'assaig Història espiritual de les Espanyes. Les autoritats franquistes van pressionar per a evitar-ne la publicació i, fins i tot, van intentar comprar-ne l'edició sencera a fi d'evitar-ne la distribució. Un dels instigadors era Rafael Calvo Serer, aleshores professor del futur rei Joan Carles. El llibre es va publicar en francès, el 1946, i l'original català no es va poder publicar fins al 1977. El capítol VIII, sobre els esdeveniments contemporanis, va quedar inèdit fins al 1994 per voluntat expressa de Cardó. En aquesta obra, Cardó analitza les relacions històriques entre Catalunya i Espanya, i denuncia «la catàstrofe del 1936» culpant als eclesiàstics espanyolistes, però també al govern de Companys.
Ja malalt, el 1954 va tornar a Barcelona on va morir quatre anys més tard. Fou enterrat al Cementiri del Poblenou de Barcelona (Dep. III, tanca, nínxol (ossari) 2884).
A Valls, la biblioteca comarcal de l'Alt Camp porta el nom de Biblioteca comarcal Carles Cardó.

## Obra
Carles Cardó va ser un home polifacètic. Iniciat en el periodisme, va reeixir com a traductor, poeta i assagista. En total va escriure uns mil cinc-cents articles. El seu estil és qualificat d'elegant estilista i intel·ligent apologeta.
Com a traductor, en l'article «Del plaer i del turment de traduir», Cardó expressa la necessitat d'avançar en el camí de les traduccions per crear formes de llenguatge nostrades. Això el porta a fer-se servir, quan convé, d'arcaismes, dialectalismes o neologismes, convertint-se en un artífex de la llengua.
A més, guarda especial interès la llarga correspondència que mantingué amb diverses personalitats.

### Pensament polític
Carles Cardó va participar en debats públics sobre temes polítics, socials i religiosos. Va militar al moviment catalanista i va ser un dels ideòlegs d'Unió Democràtica de Catalunya.
Defineix la nació constituïda per uns elements bàsics (cultura, llengua, història) i per la consciència de posseir-los i la voluntat de mantenir-los. Nega el dret a la sublevació des d'una òptica cristiana, però defensa el dret a la desobediència. Cites seves cèlebres que mostren el seu pensament són:
- «Que Catalunya sigui per endavant reconeguda com una nacionalitat o que no ho sigui, té poca importància […] Essent intensament ho serà més que afirmant-ho entusiastament».
- «La independència no es demana, es proclama i es defensa».

Després de les conseqüències de la guerra civil, denuncia l'egoïsme de la dreta catalana i el messianisme imperialista de la dreta espanyola. Propugna una solució negociada de l'Espanya plurinacional i federal.

### Pensament espiritual
Mossèn Cardó era un contemplatiu i apologista. Observa els esdeveniments del seu temps amb perspectiva moralista. De formació tomista amb ideals de cristiandat cultural, aviat condemna la imposició forçada i l'esperit de croada propugnant un cristianisme social que faci arribar l'Església i l'Evangeli al poble. Acaba sent un dels promotors a Catalunya dels moviments d'avantguarda cristiana: Bíblic, social i litúrgic.
És hereu espiritual de Torras i Bages i de Jaume Balmes i Urpià. Més tard, mostra afinitats amb la filosofia humanista de Jacques Maritain i amb la doctrina eclesiàstica de Charles Journet, futur cardenal. Com a teòleg, moralista i apologista és el pensador més influent a Catalunya entre la dictadura de Primo de Rivera i la República.
Crític amb Charles Maurras, Cardó considerava a l'intel·lectual francès un «Rousseau de la dreta», un pagà capdavanter de doctrines anticristianes.

### Traduccions
- De la brevetat de la vida. De la vida benaurada. De la providència, de Sèneca, Barcelona: Fundació Bernat Metge, 1924.
- De la ira, de Sèneca, Barcelona: Fundació Bernat Metge, 1924.
- Consolacions, de Sèneca, Barcelona: Fundació Bernat Metge, 1925. ISBN 978-84-7225-889-1
- Diàlegs a Serè. De la clemència a Neró Cèsar, de Sèneca, Barcelona: Fundació Bernat Metge, 1926.
- Lletres a Lucili, de Sèneca. Barcelona: Fundació Bernat Metge, 1928.
- Dels beneficis, de Sèneca. Barcelona: Fundació Bernat Metge, 1933.
- Qüestions naturals, de Sèneca. Barcelona: Fundació Bernat Metge, 1956.
- La sagrada Bíblia: versió dels.textos originals, amb Antoni Maria de Barcelona i J. Millàs Vallicrosa, Barcelona: Alpha, 1928-1946.